# Маджид Джелилі
Маджид Джелилі (швед. Majid Jelili; 21 грудня 1976, Уппландс-Бру (комуна)) — шведський боксер, призер чемпіонату світу серед аматорів.

## Аматорська кар'єра
Маджид Джелилі був п'ятиразовим чемпіоном Швеції.
На чемпіонаті світу 1999 в легшій вазі Джелилі програв в першому бою Камілю Джамалутдінову (Росія).
На чемпіонаті світу 2001 в напівлегкій вазі переміг Дьюла Кате (Угорщина) та Кшиштофа Шота (Польща), а у півфіналі програв Галібу Жафарову (Казахстан) і отримав бронзову медаль. Станом на 2021 рік медаль Джелилі залишається останньою, завойованною на чемпіонатах світу шведськими боксерами.
2003 року Маджид Джелилі став чемпіоном першого чемпіонату Європейського Союзу.